# Pere Antoni Pons i Tortella
Pere Antoni Pons i Tortella   (Campanet, 1980) és un filòleg, escriptor i periodista català. És llicenciat en Filologia Anglesa per la Universitat de Barcelona. És col·laborador habitual de diversos mitjans de comunicació com Última Hora, Ara, El Temps o Serra d'Or.

## Obra publicada

### Poesia
- El verí dels àngels (1999). Palma: Lleonard Muntaner ("La Butzeta", 2).
- El fibló i la festa (2003). Pròleg de Melcior Comes. Lleida: Pagès Editors ("Biblioteca de la Suda", 63).
- Fervor tan fosc (2007). Il·lustracions de J. M. Menéndez Rojas. Muro: Ensiola Editorial ("Ensiola Poesia", 4).
- Ofèlia en flames (Leftovers) (2011). Dibuixos de Bartomeu Pons Capó. Palma: Glop ("Papers de Sa Punta Grossa", 4).
- Fruites mortes (2017). Textos de Pere Antoni Pons. Pintures i escultures d'Andreu Maimó. Fotografies de Jean Marie del Moral. Muro: Ensiola Editorial ("Ensiola Arts").
- Aquí, on passa tot (2017). Alzira: Bromera ("Bromera poesia").[5]
- Canvi de guàrdia (2019). Barcelona: Viena Edicions ("Poesia", 228).
- Dilema d'energies (2022). Muro: Ensiola, 2022.

### Novel·la
- La felicitat dels dies tristos (2010). Barcelona: Editorial Empúries ("Narrativa", 368). 182 p.
- Tots els dimonis són aquí (2011). Barcelona: Editorial Empúries ("Narrativa", 373). 183 p.
- Si t'hi atreveixes (2014). Barcelona: Editorial Empúries ("Narrativa", 460).[6] 296 p.
- Contra el món (2023). Barcelona: Editorial Empúries ("Narrativa", 606). 409 p.

### Llibres d'entrevistes
- Els alens del verb (Converses amb escriptors) (2004)
- Tot són veus, tot són mons. Entrevistes amb escriptors i intel·lectuals catalans (2009)
- La vida, el temps, el món: sis dies de conversa amb Joan F. Mira (2009)
- Damià Ferrà-Ponç: cap al futur per la ruta de les arrels (2012)
- Guillem Frontera: paisatge canviant amb figura inquieta (2017). Palma: Lleonard Muntaner Editor ("En Diàleg", 19). 286 p.
- Conversaciones con Jean Marie del Moral (2018). Muro: Ensiola Editorial ("La viña", 4). 133 p.
- Quan t'acorralen les flames. Mirades sobres les Mallorques d'avui (2023). València: Edicions Tres i Quatre (col. Unitat) 336 p.[7][8]

### Assaig i reportatge
- Qui no mereix una pallissa (2005) [Juntament amb Melcior Comes, Jordi Rourera i Josep Pedrals]. Pròleg de Baltasar Porcel. Barcelona: L'Esfera dels Llibres ("Biblioteca d'Actualitat"). 212 p.
- Quatre històries entre Mallorca i el món (2017), Muro: Ensiola Editorial ("Avinents", 12). 114 p.
- Quan t'acorralen les flames. Mirades sobre les Mallorques d'avui (2023). València: Edicions Tres i Quatre ("La Unitat", 237). 335 p.
- Caure del cavall. Una cartografia el canvi (2024). Barcelona: Fragmenta Editorial ("Assaig", 97 - Assaltar la Bíblia). 80 p.

Retrat literari
- Un arxipèlag radiant [Simó Andreu, Erwin Bechtold, Pilar Benejam, Maria del Mar Bonet, Anthony Bonner, Guillem Frontera, Isidor Marí, Josep Massot i Muntaner, Biel Mesquuida, Antoni Parera Fons, Joan Pons, Ponç Pons, Carme Riera, Fina salord, Sebastià Taltavull, Andreu Terrades, Elías Torres, Rafael Tur Costa] (2019). Fotografies de Jean Marie del Moral. Muro: Ensiola ("Ensiola Testimoni", 13). 346 p.
- Andreu Maimó. Un home que pinta (2021). Fotografies de Jean Marie del Moral. Muro: Ensiola Editorial ("Ensiola Arts"). 231 p.
- Protagonistes imminents. Perfils d'una generació [ Josep Pedrals, Quim Arrufat, Marc Claret, Jordi Casanovas, Mar Coll, Marc Pastor, Anna Alàs i Jové, Llucia Ramis, Aniol Rafel, Paula Bonet, Jaume Garau, Cristian Segura, Guillem d'Efak Fullana-Ferré, Edu Grau, Aina Clotet, Sílvia Pérez Cruz, Jordi Graupera, Mateu Xurí, Maria Muntaner, Jordi Muñoz, Aina Climent, Júlia Cot, Hèctor Hernández Vicens, Jordi Borràs, Aina Bestard, Àlex Gutiérrez, Mercedes Mangrané, Melcior Comes, Bel Fullana, Lara Fluxà] (2023). Palma: Lleonard Muntaner Editor ("En diàleg", 38). 228 p.

### Versions
- Ramon Llull: Accidents d'amor (2016). Versió i introducció de Pere Antoni Pons. Barcelona: Fundació Carulla / Editorial Barcino ("Tast de clàssics", 10). 68 p.

### Traduccions de la seva obra a altres idiomes
Poesia
Hi ha poemes de Pere Antoni Pons a les antologies següents:
- Los perfiles de Odiseo. (Antología de la poesía joven en las Islas Baleares) (2007). Madrid: Editorial Calambur ("Biblioteca de las Islas Baleares", 15). 289 p.
- Majorque, l'île aux po+ètes. Anthologie de la poésie majorquine (2009). Traduccions d'Antoni Xumet, Bernard Pons i Margarida llabrés. Versalles: Éditions Illador. 164 p.
- La necesidad y la esperanza. Poesía actual en lengua catalana (2015). Edició i traducció d'Alfons Navarret. Madrid: Libros del Arte ("Jardín cerrado", 4). 223 p.

Narrativa
- Alle duivels zijn hier [Tots els dimonis són aquí] (2012). Traducció al neerlandès d'Helena Overkleeft. Països Baixos: Zirimiri Press.

Prosa de no ficció
- Andreu Maimó, a man who paints (2021). Fotografies de Jean Marie del Moral. Traducció a l'anglès d'Anna Crowe. Muro: Ensiola Editorial ("Ensiola Arts").